# Такуваине-Тутакимоа
Такуваине-Тутакимоа (Takuvaine-Tutakimoa) — один из четырёх избирательных округов округа Аваруа на острове Раротонга (Острова Кука). Состоит из 3 тапере:
- Такуваине (Takuvaine)
- Тауаэ (Tauae)
- Тутакимоа (Tutakimoa)

Мама Нгаи Тупа (Mama Ngai Tupa) из Демократической партии Островов Кука в настоящее время депутат, представляющий этот избирательный округ в парламенте Островов Кука (избран в 2006 году).